# Медаль «За доблесну працю у Великій Вітчизняній війні 1941—1945 рр.»
Меда́ль «За до́блесну пра́цю у Вели́кій Вітчизня́ній війні́ 1941—1945 рр.» — медаль, державна нагорода СРСР. Введена указом Президії Верховної Ради СРСР 6 липня 1945 року. Автор медалі — художники Андріанов і Романов.

## Опис
Медаль «За доблесну працю у Великій Вітчизняній війні 1941—1945 рр.» має форму правильного круга діаметром 32 мм, виготовлена з міді. При створенні медалі за основу була взята Медаль «За перемогу над Німеччиною у Великій Вітчизняній війні 1941—1945 рр.», що видавалася усім учасникам бойових дій в ході німецько-радянської війни. Це мало підкреслити єдність фронту і тилу у наближенні перемоги СРСР над Німеччиною. Відмінностями між цими двома медалями є напис на зворотному боці та матеріал, з якого вони виготовлялися.
На лицьовому боці обох медалей розміщений профільний погрудний портрет Й. В. Сталіна у формі Маршала Радянського Союзу. У верхній частині медалі по колу розташований напис російською мовою «НАШЕ ДЕЛО ПРАВОЕ», у нижній частині по колу — напис російською мовою «МЫ ПОБЕДИЛИ».
На зворотному боці трудової нагороди — написи «ЗА ДОБЛЕСТНЫЙ ТРУД» (по колу) та «В ВЕЛИКОЙ ОТЕЧЕСТВЕННОЙ ВОЙНЕ 1941—1945 ГГ.» (у центрі), у верхній частині — серп і молот, у нижній — п'ятикутна зірочка. Усі написи та зображення на медалі — випуклі.
Медаль «За доблесну працю у Великій Вітчизняній війні 1941—1945 рр.» за допомогою вушка і кільця з'єднується з п'ятикутною колодочкою, обтягнутою шовковою муаровою стрічкою червоного кольору шириною 24 мм. Посередині стрічки — подовжня смужка зеленого кольору завширшки 7 мм, по краях — вузькі смужки жовтого кольору.

## Нагородження медаллю

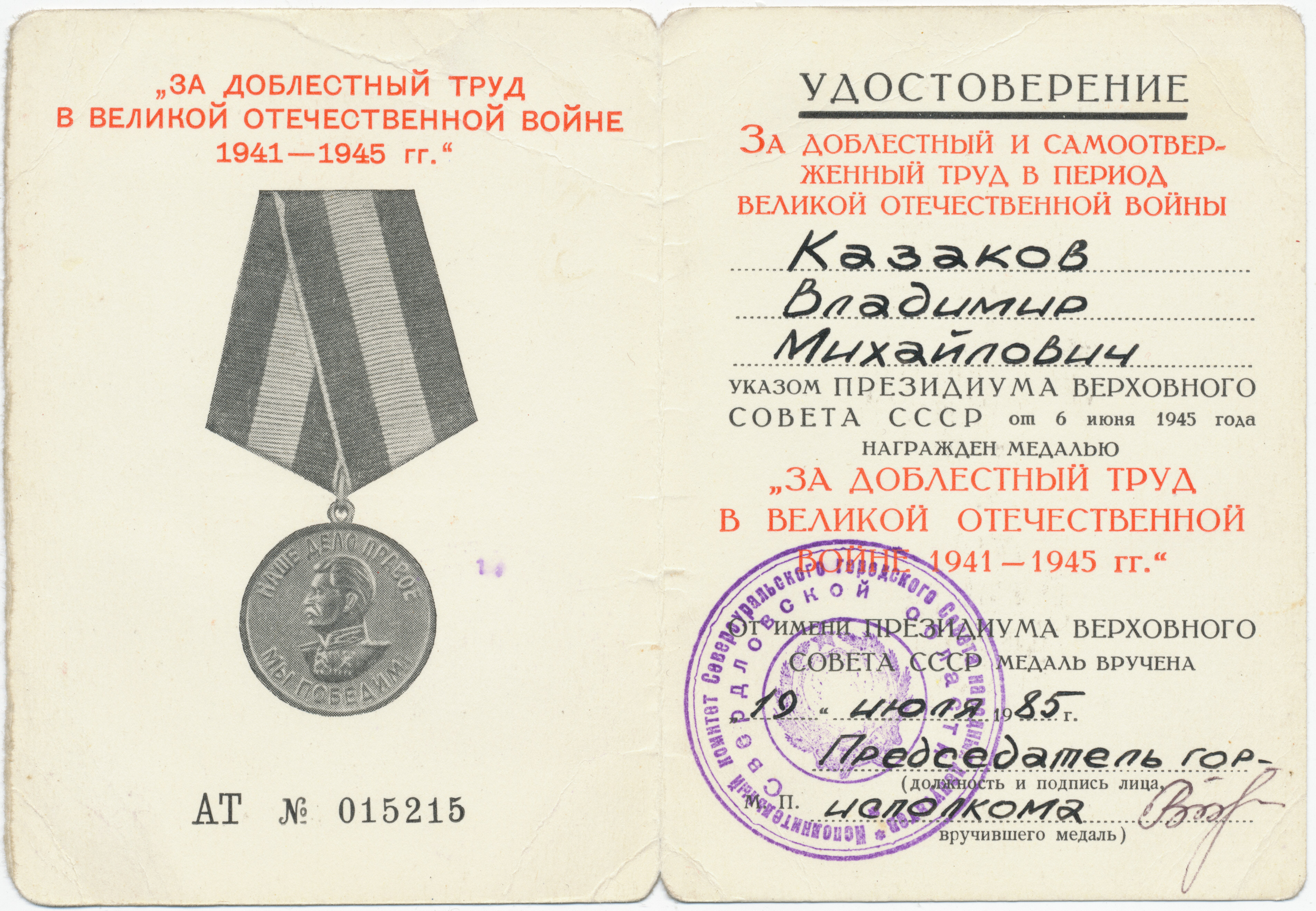
Посвідчення до медалі «За доблесну працю у Великій Вітчизняній війні 1941—1945 рр.»

Медаллю «За доблесну працю у Великій Вітчизняній війні 1941—1945 рр.» нагороджувалися робітники та інженерно-технічний персонал промисловості і транспорту, колгоспники, спеціалісти сільського господарства, науки, техніки, митці, письменники, службовці радянських, партійних, профспілкових та інших громадських організацій, які працювали не менше року в період з червня 1941 по травень 1945 рр. і своєю працею допомогли Радянського Союзу виграти Другу світову війну.
Інвалідам війни, які повернулись на виробництво, молодим робітникам, які закінчили ремісничі училища і школи ФЗН, особам, звільненим від роботи за інвалідністю чи сімейним станом, медаль вручалася у тому випадку, коли ці особи працювали у вищевказаний період не менше шести місяців. Старим виробничникам, які повернулися на роботу в період війни, медаль вручалась і у випадку, якщо вони працювали менше шести місяців.
Медаль носиться на лівій стороні грудей, за наявності у нагородженого інших медалей СРСР розташовується після медалі «За визволення Праги».
На 1 січня 1995 року медаллю «За доблесну працю у Великій Вітчизняній війні 1941—1945 рр.» було проведено близько 16 096 750 нагороджень.